# Tórtora cucut menuda
La tórtora cucut menuda (Macropygia ruficeps) és una espècie d'ocell de la família dels colúmbids (Columbidae) que habita els boscos de Myanmar, nord de Laos i del Vietnam i zona limítrofa de la Xina, nord-oest de Tailàndia, Malaia, Sumatra, Borneo, Java i les illes Petites de la Sonda.

## Descripció
La tórtora cucut menuda és un colom marró vermellós, de 27 a 30 cm de longitud, i pesa 74 a 88 g. Té plomatge color canyella brillant i l'iris blanc grisenc. El bec és marró amb la punta negra. Els peus són de color vermell coral. La cua és llarga la qual cosa diferencia la tórtora cucut menuda d'altres tórtores cucut simpàtriques (espècies existents a la mateixa àrea geogràfica i, per tant, sovint es troben entre si). Els cucuts petits viatgen en estols solts.

## Distribució i hàbitat
La tórtora cucut menuda es troba en boscos de muntanya perennes i perifèries forestals, al nord de la seva àrea de distribució. Cap al sud, es troba en boscos més secs i en zones adjacents de boscos secundaris. També es troba en zones de conreus. Es troba comunament en hàbitats submontans a elevacions de 300 a 2.000 m sobre el nivell del mar. També s'ha registrat a altures d'almenys 3.000 metres del nivell del mar al Mont Kinabulu, i de vegades al nivell del mar.

## Estat i conservació
Des de 1998, la tórtora cucut menuda ha estat qualificada com una espècie de risc mínim en la Llista Vermella d'Espècies Amenaçades de la UICN. El motiu és que té una àmplia gamma -més de 20.000 km²- i perquè té una tendència de població estable. A més, tot i que no s'han determinat els seus números de població, es creu que estan per sobre dels 10.000, que està per sobre del criteri per garantir una qualificació vulnerable. Es descriu que és comú a la part sud de l'àrea de distribució, i poc comú a la part nord. Es creu que no té amenaces importants.

## Taxonomia
Es reconeixen vuit subespècies:
- M. r. assimilis (Hume, 1874) - sud de Myanmar, nord-oest de Tailàndia, i extrem sud de Xina (Yunnan).

- M. r. engelbachi (Delacour, 1928) - nord-oest de Vietnam (oest de Tonquín) i nord de Laos.

- M. r. malayana (Chasen & Kloss, 1931) - Península de Malaca.

- M. r. simalurensis (Richmond, 1902) - illa Simeulue (costa de Sumatra).

- M. r. sumatrana (Robinson & Kloss, 1919) - Sumatra.

- M. r. nana (Stresemann, 1913) - Borneo i l'illa Sebatik.

- M. r. ruficeps (Temminck, 1835) - Java i Bali.

- M. r. orientalis (Hartert, 1836) - Lombok, Sumbawa, Komodo, i l'illa de Flores. Les poblacions de Sumba a Timor poden ser un tàxon no descrit.[2]